# سهير رجب
سهير رجب، مثلة مصرية، شاركت في العديد من الأعمال الفنية المتنوعة، ومن أبرز أفلامها (حليم، صيد الحيتان، النمس)، ومن مسلسلاتها (ولاد السيدة، الأدهم، صبيان وبنات) كانت بدايتها عام 1997 من خلال خشبة المسرح، منحها المخرج شريف عرفة دور الفنانة سعاد حسني في فيلم حليم.
رشحها الفنان الراحل (أحمد زكي) للقيام بدور السندريلا في فيلم (حليم) نظرًا للتشابه الكبير مع الفنانة الراحلة (سعاد حسني)
تخشى من العودة للعمل مرة أخرى على خشبة المسرح لتأثيره عليها سابقًا وانشغالها به عن المشاركة في الأعمال الدرامية والسينمائية

## اعمالها
- حليم
- صيد الحيتان
- النمس
- ولاد السيده (مسلسل)
- الأدهم (مسلسل)
- صبيان وبنات (مسلسل)
- سلسال الدم ج2
- مراتي زعيمه عصابه (مسرحيه)
- عفريت النهار

## روابط خارجية
- سهير رجب على موقع الدهليز
- سهير رجب على موقع قاعدة بيانات الأفلام العربية